# Écaille de tortue (matériau)

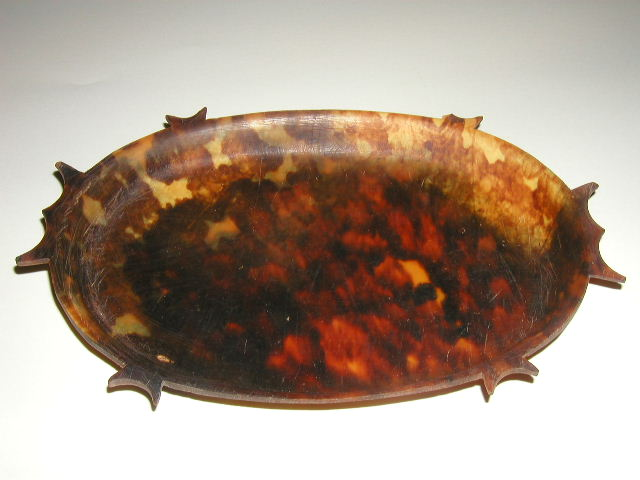
Récipient rituel micronésien en écaille de tortue

Pour les articles homonymes, voir Écaille de tortue.
L'écaille de tortue est un matériau noble produit à partir de carapaces de tortues marines, en particulier la tortue imbriquée (Eretmochelys imbricata) et la tortue verte (Chelonia mydas), en raison de l'épaisseur et de la beauté de leurs écailles (scutelles),.
L'écaille de tortue est classifiée parmi les gemmes biogéniques dans le guide de la CIBJO (« Confédération Internationale de Bijouterie, Joaillerie, Orfèvrerie des diamants, perles et pierres »).
Le terme « écaille de tortue » est également utilisé pour désigner l'aspect distinctif de ce matériau. Il a même donné son nom à un type de robe de chat (robe écaille de tortue) et certains animaux (cochons d'Inde, papillons de la famille des nymphalidés, etc.), en référence à cet aspect.

## Écaille ou carapace?
Le terme « écaille de tortue », fréquemment utilisée de nos jours comme synonyme de « carapace », désigne la couche kératinisée de cette carapace, que l'on trouve aussi bien sur la face dorsale que ventrale.
Chez la tortue imbriquée (qui tire son nom du fait que ses écailles se chevauchent, contrairement aux autres espèces) les écailles ont une épaisseur moyenne de 9 à 12 mm.

## Utilisation
L'écaille de tortue était utilisée autrefois pour la décoration et la fabrication d’objets (e.g. peigne, médiator, petite boîte, monture de lunettes, cadre, aiguilles à tricoter),, mais son commerce est interdit depuis 1977 par la CITES (annexe I), pour des raisons de conservation de l'espèce. La tortue imbriquée fait partie des espèces menacées de l'UICN (liste rouge), parmi les espèces en danger critique d'extinction.

## Commerce
La CITES, entrée en vigueur en 1977, interdit le commerce de l'écaille de tortue au sein des pays signataires, mais la ratification de la Convention et la transposition dans les droits nationaux des 45 signataires prennent plusieurs années. En particulier, le Japon, qui a une tradition de transformation de cette écaille connue localement sous le nom de bekko et une forte présence dans le commerce international, formule une réserve quant à cette clause lors de son adhésion à la CITES en 1980, .puis accepte dans un premier temps de renoncer en 1992 au commerce sous la pression internationale. Rompant avec cet engagement, le pays finance ensuite la recherche en prévision d'une réouverture des échanges; puis annonce en 2007 son intention de soutenir l'industrie du bekko et son commerce international pour une durée de cinq années supplémentaires.